# 大阪国際交流センターホテル
大阪国際交流センターホテル（おおさかこくさいこうりゅうセンターホテル）は、大阪府大阪市天王寺区上本町にあるホテル。
大阪国際交流センターに併設されており、一階で連絡している。

## 沿革
- 2013年（平成25年）11月27日 - 「大阪国際交流センターの施設賃貸借による事業運営」事業者募集開始（ホテル棟も含む）[1][2]。
- 2014年（平成26年）
  - 2月14日 - 「大阪国際交流センターの施設賃貸借による事業運営」事業者募集（ホテル棟も含む）に伴い、都ホテル運営による「大阪国際交流センターホテル」閉鎖[3]。
  - 2月26日 - 「大阪国際交流センターの施設賃貸借による事業運営」の事業者が「コンベンションリンケージ」に決定[4]。
  - 4月1日 - コンベンションリンケージにより、「大阪カンファレンスセンター&ホテル」として運営開始（ホテル・レストラン部分は未開業）。
  - 5月30日 - レストラン部分が、「ビュッフェレストラン ラッフィナート」として、プレオープン。
  - 6月1日 - レストラン部分が、「ビュッフェレストラン ラッフィナート」として、グランドオープン。
  - 7月29日 - ホテル部分が「大阪国際交流センターホテル（大阪カンファレンスセンター&ホテル）」として、リニューアルオープン。

## 大阪国際交流センターホテル（大阪カンファレンスセンター&ホテル）

### 運営
- ツインズ

### 設備
- ビュッフェレストラン「ラッフィナート」1階
- 多目的室
- 宴会場「銀杏」3階
- 会議室

## 大阪国際交流センターホテル

### 運営
- シェラトン都ホテル大阪

### 設備
- レストラン「パンジー」1階
- 喫茶「フロンティアクラブ」地下1階
- 多目的室
- 宴会場「銀杏」3階
- 会議室